# Arūnas Poniškaitis
Arūnas Poniškaitis (ur. 1 sierpnia 1966 w Szakach) – litewski duchowny rzymskokatolicki, biskup pomocniczy wileński od 2010.

## Życiorys
Święcenia kapłańskie otrzymał 31 maja 1992 z rąk bp. Juozasa Žemaitisa. Inkardynowany do diecezji wyłkowyskiej, po krótkim stażu wikariuszowskim odbył w Rzymie studia licencjackie i doktoranckie z teologii. Po powrocie w 2001 do kraju został ojcem duchownym seminarium w Mariampolu. W 2003 został notariuszem w kurii, a rok później objął funkcję wikariusza generalnego.
5 lutego 2010 papież Benedykt XVI mianował go biskupem pomocniczym archidiecezji wileńskiej, ze stolicą tytularną Sinna. Sakry biskupiej udzielił mu kard. Audrys Bačkis, który po uroczystości mianował go wikariuszem generalnym archidiecezji.